# Zineddine Belaïd
Zinnedine Belaïd (Thénia, 20 maart 1999) is een Algerijns voetballer die sinds 2024 uitkomt voor STVV.

## Clubcarrière
Belaïd startte zijn seniorencarrière bij NA Hussein Dey. In oktober 2020 verhuisde hij naar USM Alger, waar hij al snel uitgroeide tot een vaste waarde en uiteindelijk zelfs aanvoerder werd. Op 3 juni 2023 won hij met USM Alger als aanvoerder de CAF Confederation Cup. Op 15 september 2023 scoorde hij in de CAF Super Cup tegen Al-Ahly vanop de strafschopstip het enige doelpunt van de wedstrijd.
In juli 2024 tekende Belaïd bij de Belgische eersteklasser STVV.

## Interlandcarrière
In december 2022 werd Belaïd door de Algerijnse bondscoach Djamel Belmadi geselecteerd voor de African Championship of Nations 2022. Op 13 januari 2023 maakte Belaïd zijn interlanddebuut in de eerste groepswedstrijd tegen Libië.